# Derris
Derris és un gènere de plantes enfiladisses natives del sud-est asiàtic i el sud-oest de les Illes del Pacífic incloent Nova Guinea. Les seves arrels contenen rotenona, un poderós insecticida i piscicida emprat tradicionalment. A Indonèsia les rels d'aquestes plantes s'anomenen tuba o duva.